# 杭州SKP
杭州SKP是位于杭州萧山钱江世纪城的城市综合体，包括高端时尚百货商场、高端写字楼、瑞吉酒店和住宅。杭州SKP计划打造成北京SKP的迭代升级版，总投资160亿元，2021年12月开工，预计2027年竣工。

## 简介
2021年5月，北京华联以总价48.3亿元竞得两处总占地面积约140亩的商住地块，项目分两期建设。一期住宅部分星潮映象府有6幢高层住宅，总建筑面积11.87万平米，其中地上面积8.37万平米。由万科操刀，2024年年中交付。
二期项目商业商务用地97.5亩（占地面积约6.5万平米），地下4层建筑面积24.15万平米。经历了停工、复工、股权变更。

## 商场
A楼，地上6层，总面积超20万平米。

## 写字楼
4幢高端写字楼总面积约30万平米。其中B楼高215米，C楼、D楼高204米，E楼高230米。

## 酒店
万豪国际集团旗下经典奢华品牌瑞吉酒店入驻E楼。总面积3.5万平米，有220个客房，屋顶景观酒吧，以及宴会厅。

## 交通
地处庆春隧道南入口附近。杭州地铁2号线盈丰路站D口旁。

## 周边建筑
- 港丽望京（东侧）
- 望朝中心（东侧）
- 山水时代大厦（西侧）
- 万科星潮映像府（北侧，住宅）